# 向日葵9號
向日葵9號是日本系列衛星「向日葵衛星」其中一款日本氣象衛星。衛星由日本氣象廳開發，三菱電機製造。於2016年11月2日由三菱重工业與宇宙航空研究開發機構經H-IIA運載火箭將其送上軌道，屬於地球同步衛星。向日葵9號與向日葵8號屬同型號衛星，作用為8號的備用衛星。2022年12月13日開始替代8號进行正式观测。

### 光譜響應函數圖(Spectral Response Functions)
此條目會顯示 向日葵9號（截至 2013 年 10月）上 AHI 的 SRF（光譜響應函數）。
- 向日葵9號光譜響應函數圖：VIS 及 NIR （页面存档备份，存于）、SRF （页面存档备份，存于）

## 註譯與來源

### 來源
1. ↑  . 三菱電機. 2017-02-06  [2016-08-16]. （原始内容存档于2020-11-17） （日语）.
2. ↑  . 宇宙航空研究開発機構. 2017-02-06  [2014-10-08]. （原始内容存档于2020-09-19） （日语）.
3. ↑  . 中國時報. 2017-02-06  [2016-11-03]. （原始内容存档于2020-02-04）.
4. ↑   (PDF). 日本气象厅. 2022-11-11  [2022-12-15]. （原始内容存档 (PDF)于2022-12-15） （日语）.

## 外部連結
- ひまわり8号・9号（页面存档备份，存于） - 日本氣象衛星中心